# Lijst van musea voor moderne kunst
Deze lijst biedt een overzicht van gespecialiseerde musea voor  moderne en hedendaagse kunst, niet beperkt tot Nederland. Er zijn ook musea die niet alleen een afdeling voor moderne kunst hebben maar ook kunst uit eerdere periodes tentoonstellen.

## A
- Van Abbemuseum, Eindhoven
- Aboriginal Art Museum, Utrecht
- Albright-Knox Art Gallery, Buffalo, New York, VS
- Andy Warhol Museum, Pittsburgh
- Andy Warhol Museum voor Moderne Kunst, Medzilaborce, Slowakije
- ARKEN Museum for Moderne Kunst, Ishøj, Denemarken
- Ars Aevi, Sarajevo
- Astrup-Fearnleymuseum voor Moderne Kunst, Oslo

## B
- Museum Belvédère, Heerenveen
- Museum Berggruen, Berlijn
- Fondation Beyeler, Riehen, Zwitserland
- Biënnale van Venetië, een belangrijke tweejaarlijkse, internationale tentoonstelling van hedendaagse kunst in Venetië
- Museum Boijmans Van Beuningen, Rotterdam
- Museum van Bommel van Dam, Venlo
- Bonnefantenmuseum, Maastricht
- Museum De Buitenplaats, Eelde

## C
- Centraal Museum, Utrecht
- Centre Pompidou, Parijs
- Centre Pompidou Málaga, Malaga
- Centre Pompidou-Metz, Metz
- Centrum Beeldende Kunst, Utrecht
- Cobra Museum voor Moderne Kunst Amstelveen, Amstelveen

## D
- De Appel arts centre, centrum voor hedendaagse kunst, Amsterdam
- De Pont, Tilburg
- Design Museum Den Bosch, 's-Hertogenbosch
- documenta, een belangrijk vijfjaarlijks kunstevenement in het Duitse Kassel

## E
- Emile Van Dorenmuseum, Genk
- Escher in Het Paleis, Den Haag
- Extra City Kunsthal, Antwerpen

## F
- Museum Folkwang, Essen, Duitsland
- Fundació Joan Miró, Barcelona, Spanje

## G
- Galerie für Zeitgenössische Kunst Leipzig
- J. Paul Getty Museum, Malibu, VS
- Van Gogh Museum, Amsterdam
- Groninger Museum, Groningen
- Deutsche Guggenheim, Berlijn
- Peggy Guggenheim Collection, Venetië
- Guggenheim Hermitage Museum, Las Vegas
- Guggenheim Museum, Bilbao
- Guggenheim Museum, New York

## H
- Hal (een locatie van het Frans Hals Museum), Haarlem
- Hamburger Bahnhof - Museum für Gegenwart, Berlijn
- Hamburger Kunsthalle, Hamburg
- Herman Brood Museum & Experience, Zwolle

## K
- KANAL-Centre Pompidou, Brussel
- Kasteel van Montsoreau-Museum voor Hedendaagse Kunst, Montsoreau
- Käthe-Kollwitz-Museum, Keulen
- Koninklijke Musea voor Schone Kunsten van België, Brussel
- Kröller-Müller Museum, Otterlo
- Kiasma, Helsinki
- KM21, Den Haag
- Kunsthal Gent, Gent
- Kunsthal KAdE, Amersfoort
- Kunsthal, Rotterdam
- Kunsthalle Emden, Duitsland
- Kunsthalle zu Kiel, Kiel, Duitsland
- Kunsthalle Mannheim, Mannheim
- Kunsthaus Bregenz, Bregenz
- Kunstinstituut Melly, Centrum voor hedendaagse kunst, Rotterdam
- Kunstmuseum Bonn, Bonn
- Kunstmuseum Den Haag, Den Haag

## L
- Museé national Fernand Léger, Biot, Frankrijk
- Lille Métropole Musée d'art moderne, d'art contemporain et d'art brut, Villeneuve-d'Ascq
- Listasavn Føroya, Tórshavn, Faeröer, Denemarken
- Lokaal 01, onderzoeks- en presentatie-instelling voor beeldende kunst in Breda en Antwerpen
- Louisiana, Humlebæk, Denemarken
- Ludwig Forum für Internationale Kunst, Aken

## M
- Marres, Huis voor Hedendaagse Cultuur, Maastricht
- Manifesta, invloedrijke, tweejaarlijkse Europese hedendaagse kunst tentoonstelling
- Metropolitan Museum of Art, New York
- Migros Museum für Gegenwartskunst, Zürich, Zwitserland
- Munch-museet, Oslo
- Musée d'Art moderne et contemporain, Straatsburg
- Musée d'Art moderne et d'Art contemporain (MAMAC), Luik
- Musée d'Art Moderne et d'Art Contemporain (MAMAC), Nice
- Musée d'Art Moderne Grand-Duc Jean (MUDAM), Luxemburg
- Musée Picasso, Parijs
- Museo de Arte Contemporáneo de Castilla y León (MUSAC), León
- Museo Nacional Centro de Arte Reina Sofía, Madrid
- Museu d'Art Contemporani de Barcelona (MACBA), Barcelona
- Museu de Arte Contemporânea, Niterói, Brazilië
- Museu de Arte Moderna, Rio de Janeiro
- Museum Belvédère, Heerenveen
- Museum Frieder Burda, Baden-Baden
- Museum für Moderne Kunst (MMK), Frankfurt am Main
- Museum Jan, Amstelveen
- Museum Jan Cunen, Oss
- Museum de Fundatie, Zwolle
- Museum Kunstpalast, Düsseldorf
- Museum Ludwig, Keulen
- Museum Møhlmann, Appingedam
- Museum MORE, Gorssel
- Museum of Contemporary Art (Los Angeles), VS
- Museum of Contemporary Art (Sydney), Australië
- Museum of Modern Art, New York
- Museum Ostwall im Dortmunder U, Dortmund
- Museum Schloss Moyland, Bedburg-Hau
- Museum van Hedendaagse Kunst Antwerpen (MUHKA), Antwerpen
- Museum Arnhem, Arnhem

## N
- National Gallery of Art, Washington
- Nederlands Instituut voor Mediakunst, Amsterdam
- Neue Nationalgalerie, Berlijn

## P
- Paula Modersohn-Becker Museum, Bremen
- Picasso-museum, Parijs
- De Pont, Tilburg
- Provinciaal Museum voor Moderne Kunst (PMMK), Oostende

## R
- Museo Nacional Centro de Arte Reina Sofía, Madrid
- Musée Rodin, Parijs

## S
- San Francisco Museum of Modern Art, San Francisco
- Singer Museum, Laren
- Sprengel Museum Hannover, Hannover
- Stedelijk Museum, Amsterdam
- Stedelijk Museum voor Actuele Kunst (SMAK), Gent
- Stedelijk Museum Breda
- Stedelijk Museum Schiedam, Schiedam
- Staatsgalerie Stuttgart, Stuttgart
- Szépművészeti Múzeum, Boedapest

## T
- Rijksmuseum Twenthe, Enschede
- Tate Modern, Londen
- Museo Thyssen-Bornemisza, Madrid
- Trapholt, Kolding, Denemarken

## U
- Ullens Center for Contemporary Art, Peking

## V
- Museum Het Valkhof, Nijmegen
- Van Abbemuseum, Eindhoven
- Museums Vledder, Vledder
- Museum Voorlinden, Wassenaar

## W
- Walker Art Center, Minneapolis
- Whitney Museum of American Art, New York

## X Y Z
- Zeitz Museum of Contemporary African Art, Kaapstad